# Melinda Gates
Melinda Gates Ann (născută French, n. 15 august 1964, Dallas, Texas, SUA) este o filantroapă americană, fost director general la Microsoft. În 2000, a fondat, împreună cu soțul ei Bill Gates, Fundația Bill și Melinda Gates, cea mai mare organizație de caritate privată din lume (în 2015). În repetate rânduri, Melinda Gates a fost declarată de revista Forbes una din cele mai puternice femei din lume.

## Copilărie și studii
Melinda Ann French s-a născut la 15 august 1964 în Dallas, Texas. Este al doilea dintre cei patru copii ai cuplului Raymond Joseph French Jr., inginer aerospațial, și Elaine Agnes Amerland, casnică. Are o soră mai mare și doi frați mai mici.
Fiind de confesiune catolică, a mers la Școala catolică St. Monica, unde a excelat la studii. La 14 ani, datorită tatălui său, Melinda a devenit interesată de calculatorul personal Apple II, lucru care i-a inspirat ulterior interesul pentru jocurile pe calculator și limbajul de programare BASIC.
Melinda a absolvit Ursuline Academy of Dallas în 1982, cu titlul „valedictorian”. A studiat informatica și economia la Universitatea Duke până în 1986 și a făcut masteratul la Școala de Afaceri Fuqua de pe lângă aceeași universitate, în 1987. La Duke, Melinda a fost membră a societății de fete Kappa Alpha Theta.

## Carieră
Prima profesie a Melindei Gates a fost învățătoare de matematică și programare a calculatorului. După absolvirea studiilor, Melinda s-a angajat la compania Microsoft în calitate de manager de marketing, supraveghind dezvoltarea mai multor produse software, precum Cinemania, Encarta, Publisher, Bob, Money, Works (Macintosh) și Word. A lucrat și la Expedia, în prezent unul dintre cele mai populare site-uri de rezervare a călătoriilor. A fost responsabilă de prezentarea produsului-program Microsoft Bob, care s-a dovedit a fi un eșec comercial. La începutul anilor 1990, Gates a devenit director general al produselor informaționale, funcție pe care a deținut-o până în 1996. Mai târziu, s-a concediat de la Microsoft pentru a se dedica familiei.
Gates a fost membră a consiliului de administrație al Universității Duke din 1996 până în 2003. Participă la conferința anuală a Grupului Bilderberg și, din 2004, ocupă un loc în consiliul de administrație al companiei The Washington Post. A participat, de asemenea, în consiliul de administrație al Drugstore.com, dar a plecat în august 2006 pentru a se concentra pe proiecte de filantropie. Din 2000, Gates își promovează mai des proiectele în public, afirmând: „Gândindu-mă la femei puternice din istorie, mi-am dat seama că ele s-au evidențiat într-un fel”. Astfel, ea a început să modeleze și să realizeze obiectivele Fundației Bill și Melinda Gates. Către 2014, Bill și Melinda viraseră donații de 28 miliarde de dolari americani în conturile fundației.

### Autor
În 2019, Gates a lansat prima sa carte, intitulată The Moment of Lift: How Empowering Women Changes the World. Fostul președinte Barack Obama a constribuit la promovarea cărții jucând într-o schiță de comedie. Cartea evidențiază eșecul de a recunoaște munca neplătită a femeilor, bazându-se pe cartea If Women Counted, scrisă de economista feministă Dame Marilyn Waring.

## Viața personală

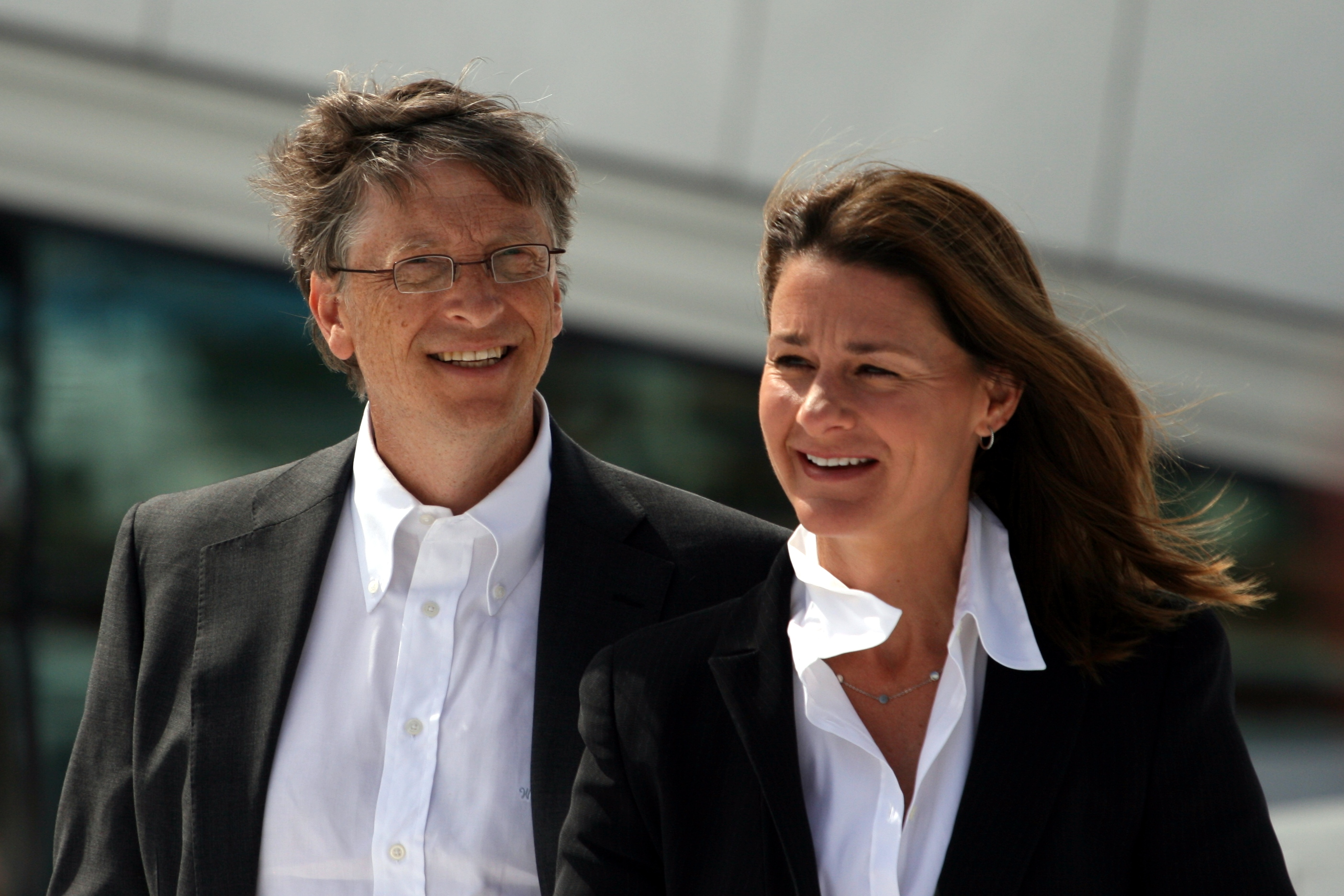
Melinda și soțul ei Bill în 2009

Melinda a început să se întâlnească cu directorul companiei Microsoft, Bill Gates, în 1987, după ce cei doi făcuseră cunoștință la un târg din New York. Căsătoria lor a avut loc în 1994, într-o ceremonie privată organizată în Lanai, Hawaii. Cuplul are trei copii. Familia locuiește în „Xanadu 2.0”, un conac amplasat pe coasta unui deal cu vedere la lacul Washington din Medina, Washington. 
Soții Gates s-au numărat printre posibilele candidaturi la funcție de vicepreședinte în alegerile prezidențiale din Statelor Unite din 2016, potrivit unui e-mail trimis de John Podesta, președintele campaniei electorale a lui Hillary Clinton, și descoperit de WikiLeaks.

## Premii și recunoaștere
În 2002, Melindei și lui Bill Gates le-a fost acordat „Award for Greatest Public Service Benefiting the Disadvantaged” (din engleză Premiul pentru cel mai mare serviciu public în beneficiul persoanelor dezavantajate), premiu acordat anual de Jefferson Awards.
În decembrie 2005, cei doi au fost desemnați Persoanele anului de revista Time, alături de Bono. În semn de apreciere a impactului la nivel mondial al activității lor caritabile, Melinda și Bill Gates au primit Premiul Prințesa Asturiei la 4 mai 2006.
În noiembrie 2006, Melinda a fost distinsă cu Insigna Ordinului Vulturului Aztec, în timp ce soțul său a fost decorat cu Placarda aceluiași ordin, fiind apreciată munca filantropică a celor doi în domeniile sănătății și educației, în special în Mexic.

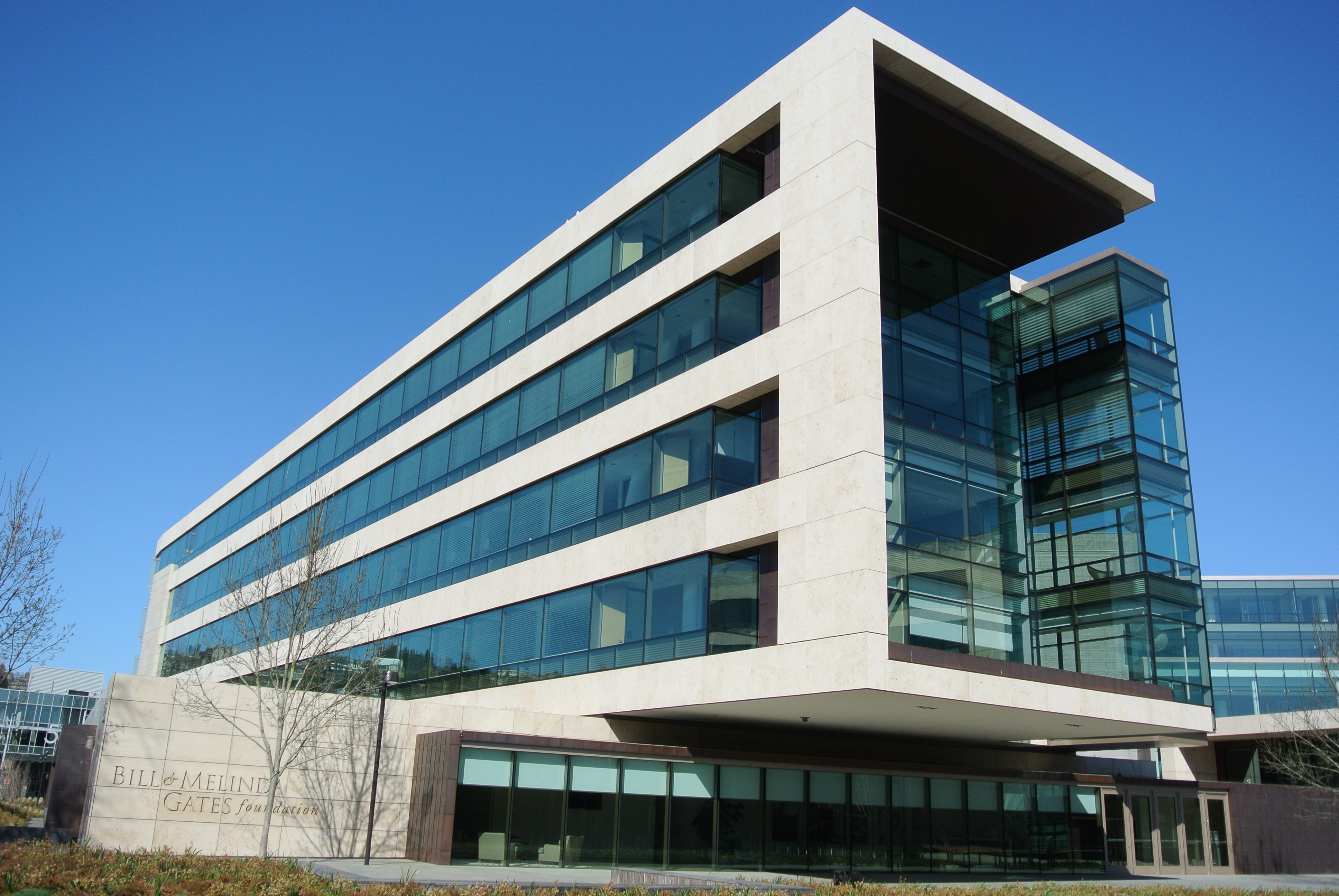
Clădire a Fundației Bill și Melinda Gates din Seattle

În mai 2006, Seattle Children's (Spitalul de copii din Seattle) a numit o clădire de îngrijire ambulantă în onoarea Melindei French Gates. Acest gest a fost făcut ca recunoștință pentru campania prezidată de Melinda pentru a strânge 300 de milioane de dolari destinați extinderii clădirilor spitalului, finanțării îngrijirii medicale și dezvoltării programului de cercetare al spitalului pentru a găsi noi tratamente.
Din 2007, Gates este doctor onorific în medicină, titlu oferit de Institutul Karolinska din Stockholm, Suedia. În 2009, ea și soțul ei au primit diplome onorifice de la Universitatea Cambridge. Donația lor de 210 milioane de dolari din 2000 a contribuit la înființarea Gates Cambridge Trust, un sistem de burse pentru postuniversitarii din afara Regatului Unit care doresc să studieze la Cambridge. Melinda a fost distinsă cu un al treilea titlu onorific, de doctor în litere și științe umane, de Universitatea Duke, ca omagiu pentru angajamentul ei filantropic.
În listele revistei Forbes ale celor 100 cele mai puternice femei din lume, s-a clasat pe locul 3 în 2013, 2014, 2015 și 2017, locul 4 în 2012 și 2016 și locul 6 în 2011 și 2018.
Gates a fost decorată cu Ordinul Imperiului Britanic, clasa Dame Commander, în 2013 pentru activitatea de filantropie și dezvoltare internațională. În 2015, în semn de recunoaștere a activităților filantropice ale fundației în India, Bill și Melinda au fost decorați cu cea de-a treia ca importanță distincție civilă a Indiei, Padma Bhushan. În 2016, președintele american Barack Obama le-a acordat soților Gates Presidential Medal of Freedom pentru eforturile lor filantropice. Pentru aceleași merite, președintele francez François Hollande i-a decorat, în 2017, cu cel mai important premiu național al Franței, Legiunea de Onoare. În același an, Melinda a fost distinsă cu Medalia pentru pace Otto Hahn 2016 a Asociației Națiunilor Unite din Germania (DGVN), „pentru serviciu deosebit întru pace și înțelegere internațională”. Tot în 2017, Melinda Gates s-a regăsit pe poziția a 12-a în lista celor mai influenți 200 de filantropi și antreprenori sociali din lume, publicată de compania britanică Richtopia.

## Femei în tehnologie
Experiența pe care a avut-o la Microsoft, o companie cu majoritatea angajaților bărbați, a determinat-o pe Melinda Gates să încurajeze mai multe femei să lucreze în domeniul tehnologiilor informaționale. În septembrie 2016, Gates a declarat că salută diversitatea la locul de muncă, în special în industria tehnologică, afirmând: „Fiecare companie are nevoie de tehnologie și totuși printre absolvenți avem puține femei. Nu este bine pentru societate, trebuie să schimbăm acest lucru.” În 2017, Gates a ținut un discurs la acest subiect la conferința anuală Grace Hopper Celebration of Women in Computing.